# Ру, Лионель (кёрлингист)
Не путать с бывшим французским теннисистом Lionel Roux (см. en:Lionel Roux).
Лионе́ль Ру (фр. Lionel Roux; род. 19 ноября 1970, Межев) — французский кёрлингист и тренер по кёрлингу.

## Команды
| Сезон                                               | Четвёртый          | Третий            | Второй          | Первый           | Запасной                                                             | Турниры                              |
| --------------------------------------------------- | ------------------ | ----------------- | --------------- | ---------------- | -------------------------------------------------------------------- | ------------------------------------ |
| 1989                                                | Christian Cossetto | Laurent Hue       | Лионель Ру      | Fabrice Tournier |                                                                      | ЧМЮ 1989 (9 место)                   |
| 2003—04                                             | Тома Дюфур         | Филипп Ко         | Лионель Ру      | Тони Анжибу      | Жюльен Шарле тренеры: Эрве Пуаро (ЧЕ, ЧМ), Бруно-Дени Дюбуа (ЧМ)     | ЧЕ 2003 (7 место) ЧМ 2004 (10 место) |
| 2010—11                                             | Тони Анжибу        | Тома Дюфур        | Лионель Ру      | Вильфрид Куло    | Жан Анри Дюкро тренеры: Phillippe Bertrand (ЧЕ), Жан Анри Дюкро (ЧМ) | ЧЕ 2010 (8 место) ЧМ 2011 (5 место)  |
| 2011—12                                             | Тони Анжибу        | Тома Дюфур        | Лионель Ру      | Вильфрид Куло    | Жереми Фрариерь тренер: Бьорн Шрёдер                                 | ЧЕ 2011 (8 место) ЧМ 2012 (10 место) |
| 2012—13                                             | Тома Дюфур         | Лионель Ру        | Вильфрид Куло   | Жереми Фрариерь  | Тони Анжибу тренеры: Бьорн Шрёдер, Alain Contat                      | ЧЕ 2012 (8 место)                    |
| Кёрлинг среди смешанных команд (mixed curling)      |                    |                   |                 |                  |                                                                      |                                      |
| 2008—09                                             | Лионель Ру         | Helène Grieshaber | Xavier Bibollet | Candice Santacru | Alain Contat, Marion Renaud                                          | ЧЕСК 2008 (14 место)                 |
| 2009—10                                             | Лионель Ру         | Helène Grieshaber | Xavier Bibollet | Marion Renaud    | Alain Contat, Emma Ferrari                                           | ЧЕСК 2009 (13 место)                 |
| 2011—12                                             | Лионель Ру         | Helène Grieshaber | Xavier Bibollet | Marion Renaud    | Alain Contat тренер: Alain Contat                                    | ЧЕСК 2011 (14 место)                 |
| 2013—14                                             | Лионель Ру         | Helène Grieshaber | Xavier Bibollet | Florence Richard |                                                                      | ЧЕСК 2013 (19 место)                 |
| 2014—15                                             | Лионель Ру         | Helène Grieshaber | Xavier Bibollet | Florence Richard |                                                                      | ЧЕСК 2014 (16 место)                 |
| Кёрлинг среди смешанных пар (mixed doubles curling) |                    |                   |                 |                  |                                                                      |                                      |
| 2007—08                                             | Лионель Ру         | Helène Grieshaber |                 |                  | тренер: Alain Contat                                                 | ЧМСП 2008 (12 место)                 |

(скипы выделены полужирным шрифтом)

## Результаты как тренера национальных сборных
| Год  | Турнир                            | Сборная           | Место |
| ---- | --------------------------------- | ----------------- | ----- |
| 2011 | Чемпионат Европы по кёрлингу 2011 | Франция (женская) | 21    |